# Трећи светски рат
Трећи светски рат је назив за хипотетички рат који би се водио на глобалном нивоу, са заједничким спекулацијама да би по природи био нуклеарни и разоран по планету.
Након Првог светског рата, Другог светског рата, почетка Хладног рата и развоја, тестирања и коришћења нуклеарног оружја, постојале су распрострањена спекулације о следећем глобалном рату. Овај рат су очекивале и планирале војне и цивилне власти, и постао је тема многих уметничких дела и филмова у многим земљама. Концепти су се кретали од ограниченог коришћења атомског оружја до уништења планете.

## Догађаји који су сматрани уводом у Трећи светски рат
Пред крај Другог светског рата, британски премијер Винстон Черчил је био забринут због распоређивања огромног броја совјетских војника у Европи на крају рата, као његове оцене да је совјетски лидер Јосиф Стаљин непоуздан, због чега је оценио да постоји совјетска претња западној Европи. У априлу-мају 1945, британски планери су осмислили операцију Незамисливо, план о покретању Трећег светског рата. Примарни циљ овог плана „да се Русији наметне воља САД и Британске империје." План је британски генералштаб одбацио као војно неизводљив.
Са почетком трке у наоружању, а пре распада Совјетског Савеза и краја Хладног рата, апокалиптични рат између САД и Совјетског Савеза је сматран могућим. Кубанска ракетна криза из 1962. се углавном сматра историјском тачком у којој је свет био најближи ризику од Трећег светског рата. Од ступања на снагу Труманове доктрине 1947. године, Сат судњег дана служи као симбол вероватноће светског рата. Други потенцијални поводи за Трећи светски рат су:
- 1948. - Блокада Берлина: Совјетска војска су зауставиле сваку трговину са Западним Берлином што је изазвало хуманитарну и политичку кризу. Као одговор, западни савезници су организовали „Берлински ваздушни лифт“ за снабдевање Западног Берлина.
- 1950 - 1953. - Корејски рат: Генерал Даглас Макартур је планирао да нападне и бомбардује Кину да би уклонио опасност од ширења комунизма у источној Азији. Макартур је ишао дотле да је изјавио да ће употребити атомско оружје ако буде потребно. Због овога га је председник Хари С. Труман сменио са дужности.
- 26. јул 1956 — март 1957. - Суецка криза: овај сукоб је супротставио Египат против савеза Француске, Уједињеног Краљевства и Израела. Када је СССР запретио да ће интервенисати у корист Египта, амбасадор Канаде у Уједињеним нацијама Лестер Б. Пирсон се уплашио већег рата и позвао Британце и Французе да се повуку. Администрација председника Двајта Ајзенхауера се такође плашила већег рата, па је вршила притисак на Уједињено Краљевство да се повуче, укључујући и претњом да створи кризу фунте. Лестер Б. Пирсон касније добио Нобелову награду за мир за своје напоре.
- 4. јун - 9. новембар 1961 — Берлинска криза: Незадовољни одливом становништва у Западни Берлин и обијањем Хрушчовљеве иницијативе за демилитаризацију Западног Берлина, СССР и Источна Немачка су почеле изградњу Берлинског зида.
- 15. октобар - 28. октобар 1962. - Кубанска ракетна криза: Сукоб између Сједињених Држава и савеза СССР и Кубе. СССР је покушао да на Куби постави неколико локација за лансирање ракета као одговор на америчко постављање ракета у Турској. Сједињене Државе су одговориле поморском блокадом Кубе, размештањем бомбардера Стратешке ваздухопловне команде на цивилне аеродроме широм САД и војним вежбама америчког Маринског корпуса. Током кратког периода, борбена готовост америчке војске је отишла у степен DEFCON-3, док је стратешка ваздухопловна команда била у DEFCON-2. Криза је достигла врхунац 27. октобра када је пилот шпијунског авиона U-2 Рудолф Андерсон оборен изнад Кубе и када је још један U-2 умало оборен изнад Сибира, јер је начелник Америчког ратног ваздухопловства Кертис Лемеј игнорисао наређење америчког председника Џона Кенедија да обустави све шпијунске летове. Криза је окончана повлачењем ракета из Кубе и Турске.
- 24. октобар 1973: Јомкипурски рат: Како се Јомкипурски рат ближио крају, совјетске претње да ће интервенисати у корист Египта натерала су САД да иду у стање DEFCON-3.[2]
- 9. новембар 1979: Нетачна узбуна услед наводног „совјетског првог удара": САД су хитне припремале одмазду након што је НОРАД приметио индиције да је покренут совјетски напад пуног интензитета.[3] Није учињен никакав покушај да се прво искористи црвени телефон да се разјасни ситуација са СССР-ом. Све док радарски систем за рано упозоравање није потврдио да такав напад није ни почео, НОРАД није схватио да је систем за тестирање рачунара изазвао приказ грешке. Сенатор који је био у објекту НОРАД-а је описао атмосферу као апсолутну панику. Каснија истрага је довела до изградње другог објекта за тестирање, како би се спречиле сличне грешке.
- 26. септембар 1983 — Совјетски систем за рано упозоравање од нуклеарних напада је пријавио лансирање америчке интерконтиненталних ракета из база у САД, само 25 дана након обарања корејског авиона на лету 007. Ово упозорење о ракетном нападу Станислав Петров, официр совјетских ПВО снага, је правилно идентификовао као лажну узбуну. Ова одлука је спречила нуклеарну одмазду на САД и њене западне савезнике. Испитивање сателитског система за упозоравање је касније потврдило да је систем био неисправан.[4][5]
- новембар 1983. - Вежба Способни стрелац 83. СССР је погрешно схватио војне вежбе НАТО пакта у западној Европи као напад. У време војних вежби, совјетски Политбиро је био паралисан због све лошијег здравља тадашњег вође Јурија Андропова.
- 12. јун - 26. јун 1999. - Усиљени марш на Приштину: Руски и британски војници су имали сукоб због аеродрома Слатина код Приштине. Главни заповеднику НАТО пакта генерал Весли Кларк је захтевао од британског генерала Мајка Џексона да британски војници на силу заузму аеродром. Џексон је одбио, образложивши: „Нећу да започнем Трећи светски рат због тебе“.[6]

## Трећи светски рат у популарној култури
Трећи светски рат у такође честа тема популарној култури. Ко ће започети Трећи светски рат и како ће он бити вођен су сталне теме у штампи. Постоји бројна апокалиптична и постапокалиптична научнофантастична књижевност која описује претпостављено вођење и последице Трећег светског рата, снимљено је неколико филмова које су као подлогу имале Трећи светски рат. Рат је такође тема и многих стрипова, видео игара, песама, часописа, радио-емисија и новина од 1940их. Алберт Ајнштајн је једном изјавио: „Ја не знам како ће трећи светски рат бити вођен, али знам да ће се у четвртом светском рату људи тући тољагама и камењем“.